# Tom Gorence
Thomas John „Tom“ Gorence (* 11. März 1957 in Saint Paul, Minnesota) ist ein ehemaliger US-amerikanischer Eishockeyspieler, der im Verlauf seiner aktiven Karriere zwischen 1975 und 1985 unter anderem 340 Spiele für die Philadelphia Flyers und Edmonton Oilers in der National Hockey League (NHL) auf der Position des rechten Flügelstürmers bestritten hat. Seinen größten Karriereerfolg feierte Gorence, der mit der US-amerikanischen Nationalmannschaft unter anderem am Canada Cup 1981 teilnahm, jedoch im Trikot der Maine Mariners mit dem Gewinn des Calder Cups der American Hockey League (AHL) im Jahr 1977.

## Karriere
Gorence verbrachte seine Juniorenzeit zwischen 1975 und 1977 an der University of Minnesota, nachdem er zuvor an der High School Eishockey gespielt hatte. Während seines Studiums an der University of Minnesota spielte der rechte Flügelstürmer parallel für das Universitätsteam, die Golden Gophers in der Western Collegiate Hockey Association (WCHA), einer Division im Spielbetrieb der National Collegiate Athletic Association (NCAA). Mit den Golden Gophers konnte Gorence im Jahr 1976 die nationale Collegemeisterschaft feiern, in deren Finalspiel er ein Tor beisteuerte. Im Anschluss an sein zweites und letztes Collegejahr wurde der US-Amerikaner sowohl im NHL Amateur Draft 1977 in der zweiten Runde an 35. Stelle von den Philadelphia Flyers aus der National Hockey League (NHL) als auch im WHA Amateur Draft 1977 in der zweiten Runde an 13. Position von den Calgary Cowboys aus der zu dieser Zeit mit der NHL in Konkurrenz stehenden World Hockey Association (WHA) ausgewählt.
Mit Beginn der Saison 1977/78 wechselte der 20-Jährige nach der Vertragsunterschrift in Philadelphia in den Profibereich und wurde in den folgenden eineinhalb Jahren ausschließlich in deren Farmteam, den Maine Mariners, aus der American Hockey League (AHL) eingesetzt. Mit dem Team feierte Gorence am Ende seiner Rookiespielzeit den Gewinn des Calder Cups, der Meisterschaftstrophäe der AHL. Dabei erzielte er im entscheidenden fünften Spiel der Finalserie gegen die New Haven Nighthawks den Siegtreffer zum Meisterschaftsgewinn. Im Verlauf des folgenden Spieljahres schaffte Gorence den Sprung in den NHL-Kader der Philadelphia Flyers, wo er sich bis zum Sommer 1983 etablieren konnte. So erreichte er im Verlauf der Stanley-Cup-Playoffs 1980 mit den Flyers die Finalserie, die die New York Islanders allerdings zu ihren Gunsten entscheiden konnten. Ein Jahr später stellte er mit 24 Toren 42 Scorerpunkten Karrierebestmarken auf.
Im September 1983 endete Gorences Zeit im Franchise der Flyers nach insgesamt sechs Jahren, als er zunächst zu den Hartford Whalers transferiert wurde. Da der Transfer jedoch daran geknüpft war, dass der Angreifer den Sprung in den Stammkader der Whalers schaffen würde, dies jedoch nicht eintrat, wurde der Transfer wenige Wochen später für nichtig erklärt. Gorence musste daraufhin nach Philadelphia zurückkehren, wurde dort jedoch umgehend aus seinem Vertrag entlassen. Schließlich unterzeichnete er im November desselben Jahres einen Vertrag bei den Edmonton Oilers. Mit der Ausnahme von zwölf Einsätzen für Edmonton verbrachte er jedoch den restlichen Verlauf der Spielzeit in der AHL bei deren Kooperationspartner, den Moncton Alpines. Nach weiteren sporadischen Einsatzminuten für sein Ex-Team Maine Mariners in der Saison 1984/85, nachdem er im März 1985 einen Vertrag bei den New Jersey Devils unterzeichnet hatte, sowie einem abschließenden Einsatz für die Hershey Bears im folgenden Spieljahr, beendete Gorence im Jahr 1985 im Alter von 28 Jahren seine aktive Karriere.

### International
Seinen ersten Auftritt auf internationaler Bühne hatte Gorence im Rahmen des Iswestija-Pokals 1978 in der sowjetischen Hauptstadt Moskau. Dort nahm er mit einer vom kanadischen Eishockeyverband Hockey Canada sanktionierten Mannschaft mit dem Namen NHL Future Stars teil. Gorence war neben seinem Landsmann Richie Hansen und dem schwedischen Torwart Göran Högosta nur einer von drei nicht-kanadischen Akteuren im Team. In vier Turnierspielen steuerte er zwei Tore zum Erreichen des dritten Platzes bei.
Für sein Heimatland nahm Gorence in der Saison 1981/82 mit der US-amerikanischen Nationalmannschaft sowohl am Canada Cup 1981 als auch der Weltmeisterschaft 1982 in Finnland teil. Während seine zwei Scorerpunkte beim Canada Cup noch zum Erreichen der Halbfinalspiele und dem vierten Platz ausreichten, konnte er mit der gleichen Ausbeute bei der wenige Monate später stattfindenden Weltmeisterschaft den insgesamt dritten Abstieg der US-Amerikaner in die B-Gruppe nicht verhindern.

## Erfolge und Auszeichnungen
- 1976 NCAA-Division-I-Championship mit der University of Minnesota
- 1978 Calder-Cup-Gewinn mit den Maine Mariners

## Karrierestatistik

### International
| Vertrat die USA bei: - Canada Cup 1981 - Weltmeisterschaft 1982 | Vertrat die National Hockey League bei: - Iswestija-Pokal 1978 |

(Legende zur Spielerstatistik: Sp oder GP = absolvierte Spiele; T oder G = erzielte Tore; V oder A = erzielte Assists; Pkt oder Pts = erzielte Scorerpunkte; SM oder PIM = erhaltene Strafminuten; +/− = Plus/Minus-Bilanz; PP = erzielte Überzahltore; SH = erzielte Unterzahltore; GW = erzielte Siegtore; 1 Play-downs/Relegation; Kursiv: Statistik nicht vollständig)